# Ossaea bullifera
Ossaea bullifera är en tvåhjärtbladig växtart som först beskrevs av Pilg., och fick sitt nu gällande namn av Henry Allan Gleason. Ossaea bullifera ingår i släktet Ossaea och familjen Melastomataceae. Inga underarter finns listade i Catalogue of Life.